# BMX Freestyle
Le BMX Freestyle est une discipline du BMX. Elle consiste à faire des figures aériennes ou au sol au guidon d'un vélo de BMX, plus petit et solide qu'un vélo classique. Elle contient cinq types d'épreuves, dont le plus adopté en compétition est le Park, qui se déroule dans un skatepark. Cette discipline devient pour la première fois une discipline olympique à l’occasion des Jeux olympiques de Tokyo en 2020, rejoignant le BMX Racing.

## Historique

### Origines
Le street BMX est le premier type de BMX Freestyle à émerger. Comme le BMX Supercross, la discipline trouve son origine dans les skateparks de San Diego, en Californie. En 1975, Skateboarder Magazine publie des photos de jeunes gens effectuant des figures dans des piscines vides et en 1976, ils investissent les skateparks en commençant par celui de Carlsbad.
Fin 1979, la première équipe compétitive de BMX Freestyle voit le jour : elle s'appelle la BMX Action Trick Team. Elle est constituée de Bob Haro (en) et John Swanguen, deux coureurs passionnés qui s'entraînent à San Diego et commencent à créer des figures qui peuvent être effectuées sur le sol, sans tremplin. Suivant leurs initiatives, des skateparks commencent à réserver des sessions ou des journées réservées aux cyclistes. Le coureur de BMX Tinker Juarez commence alors à créer des figures à faire sur une rampe half-pipe.

### L'âge d'or: 1980-1987
Le BMX gagne véritablement en notoriété à la sortie du film E.T. l'extra-terrestre en 1982. Dans ce film, le jeune héros possède un vélo de BMX et on assiste à une scène de course-poursuite en BMX, dans laquelle Bob Haro est par ailleurs figurant : pendant les mois qui suivent, les ventes de vélos de BMX explosent. Or, le vélo utilisé pour le freestyle BMX est le même.
Bob Haro organise des démonstrations aux États-Unis d'abord, puis dans le monde entier, participant à l'essor de la discipline. Le freestyle se déplace de la rue aux skateparks et des figures sont inventées pour s'accommoder à cette évolution. En 1982, Bob Morales (en) fonde l'American Freestyle Association.
Après quelques années de démonstrations, le BMX Freestyle se démocratise. À l'été 1984, Bob Osborn (en) fonde Freestylin' Magazine. Les fabricants de BMX s'intéressent au freestyle et conçoivent du matériel qui lui est propre. Les constructeurs de vélos ayant déjà leurs gammes de BMX dédiés à la course, comme GT, Hutch, Redline, Diamond Back, lancent des modèles de vélo spécifique à la discipline tandis que Bob Haro créé sa propre marque de vélos dédiés au BMX : Haro avec deux modèles, le Haro Master et le Haro Sport. Tandis que des équipes sponsorisées naissent. Les innovations techniques se multiplient : potences percées, rotors, pegs(reposes pieds), jantes à bâtons, tige de selle coudée... pour permettre la création et la réalisation de figures de plus en plus nombreuses. L'AFA commence à organiser des compétitions de freestyle au sol et sur quarter-pipe. Des skating parks initialement utilisés pour le skateboard sont désormais fréquentés par les pratiquants de BMX. Certains deviennent ce que la discipline appelle des sports, tel celui de Romford en Angleterre ou d'Upland en Californie.
Une première génération de champions de BMX freestyle voit le jour. Elle comprend des riders tels que R.L. Osborn, Mike Buff, Woody Itson. Les champions se réunissent alors en équipes autour d'un sponsor commun. Les teams plus connues sont celles de GT qui comptera dans ses rangs Eddie Fiola, Brian Scura, Dave Breeds, puis Josh White et Matin Aparijo, de la marque Haro avec Dennis McCoy, Steve Mc Glynn, Ron Wilkerson, Brian Blyther, Dave Nourrie et Rick Sigur, Skyway avec Rob Paterson, Brian Mayer, Matt Hoffman, Scott Freeman. Certains de ces coureurs se distinguent encore dans les championnats internationaux comme les X Games : Dennis McCoy (en) et Mat Hoffman.
En compétition, la discipline est alors divisée en deux catégories : la rampe et le flatland. Certains coureurs concourent dans les deux catégories comme Dennis McCoy ou se spécialise en rampe comme Brian Blyther, Josh White ou en figures au sol (flatland) comme Martin Aparijo, Fred Wood ou Dave Nourrie.

### En France
Les premiers championnats de France sont organisés au circuit Carole à l'occasion des 24 heures du Mans et voient émerger les coureurs qui occuperont le devant de la scène française pendant des années : José Delgado, Jean Somsois, Adolphe Joly[réf. nécessaire].
La discipline connaîtra son coup d'envoi médiatique avec l'organisation de la première compétition internationale de BMX au palais omnisports de Bercy en 1986. À cette occasion, la première démonstration de freestyle réalisée par des Américains en France aura lieu. R.L. Osborn et Eddie Fiola sont le clou de la manifestation qui sera rééditée pendant plusieurs années, accueillant à chaque fois de nouveaux champions de BMX freestyle américains :
- 1987 : Ron Wilkerson et Rich Sigur
- 1988 : Martin Apajijo et Mike Dominguez
- 1989 : Rick Moliterno et Dave Wolker
- 1990 : Brian Blyther et Matt Hoffman

En France parait le magazine mensuel Bicross Magazine. 
Le constructeur de vélo français Motobécane, change son nom en MBK et lance ses premiers modèles destinés au freestyle.

### Années 1990: le déclin
Au début des années 1990, le BMX freestyle perd de sa rentabilité et est abandonné par plusieurs constructeurs pour se tourner vers le VTT. Dans ce climat économique, des entreprises fondées et gérées par des coureurs passionnés prennent le devant de la scène et ouvrent le chemin vers un sport plus créatif et indépendant. Le sport perd énormément en popularité mais gagne une philosophie particulière qui lui permet de continuer à vivre.

### Années 2000: la renaissance comme sport extrême
Au début des années 2000, les X Games, les Gravity Games et le Dew Tour incorporent le BMX Freestyle à leur programme télévisé. Le niveau augmente en conséquence et les coureurs commencent à se spécialiser dans un type d'épreuve. Le BMX Freestyle Park, qui se fait dans un skatepark, prend quant à lui l'avantage sur les autres disciplines de BMX freestyle.

### Histoire olympique
En 2016, l'Union cycliste internationale ajoute une Coupe du monde de BMX Freestyle Park au Festival international des sports extrêmes. Après le succès de la première saison, en juin 2017, le Comité international olympique décide d'ajouter le BMX Park au programme des Jeux olympiques d'été de 2020.

## Épreuve
Le BMX Freestyle juge les coureurs, ou « riders », sur la difficulté, l'originalité et le style de figures réalisées au sol, sur des obstacles ou sur une rampe.
Il inclut plusieurs spécialités. 
- La plus connue est le Park, un enchaînement de figures sur différents modules de skatepark.
- Le Vert (abréviation de Vertical) consiste à faire des figures sur une rampe de 4 mètres de hauteur, aux parois presque verticales.
- En Flat, le rider enchaîne des figures sur un sol plat, souvent en équilibre sur une seule roue : cette discipline est plus artistique et moins compétitive que les autres.
- En Street, le coureur utilise le mobilier urbain pour effectuer des figures.
- En Dirt, les coureurs exécutent des figures aériennes en sautant des bosses en terre[8].

## Règlement
En particulier en Street, la philosophie du BMX Freestyle est de faire « ce qu'on veut quand on veut » et de s'affranchir des limitations de terrain habituelles. On retrouve cette absence relative de règles dans les figures à effectuer : il n'existe généralement pas de critères d'évaluation précis en compétition.

## Matériel

### Vélo
Le vélo de BMX Freestyle est petit ; il possède des roues de 20 pouces (environ 50 cm), et des pneus de 20 × 1,50 à 20 × 2,40 (le plus gros à l'avant). Quand on parle de 21 pouces, c'est la taille du tube supérieur du cadre (top tube) mais les roues restent de 20 pouces ; ce vélo est donc particulièrement maniable ; il n'a qu'une seule vitesse.
Le vélo reçoit peu d'équipement, comme la tige de selle, les pédales ou encore le guidon. Les pièces métalliques sont faites en Chrome-Molybdène et/ou en aluminium ce qui rend le BMX le plus léger possible ; son poids se situe aux environs de 12 kg ou moins pour les BMX les mieux équipés descendant parfois sous la barre des 9 kg en l'absence de freins et de pegs. Les premiers vélos étaient en acier et pesaient plus de 15 kg avec deux freins et quatre pegs.
On peut rajouter des pegs aux axes des roues pour faire des grinds ou pour s’en servir de repose-pieds dans le cas du flat. Le freecoaster permet de rouler en marche arrière (fakie) sans le mouvement inverse du pédalier ; principalement utilisé en flat et en street.

### Protections

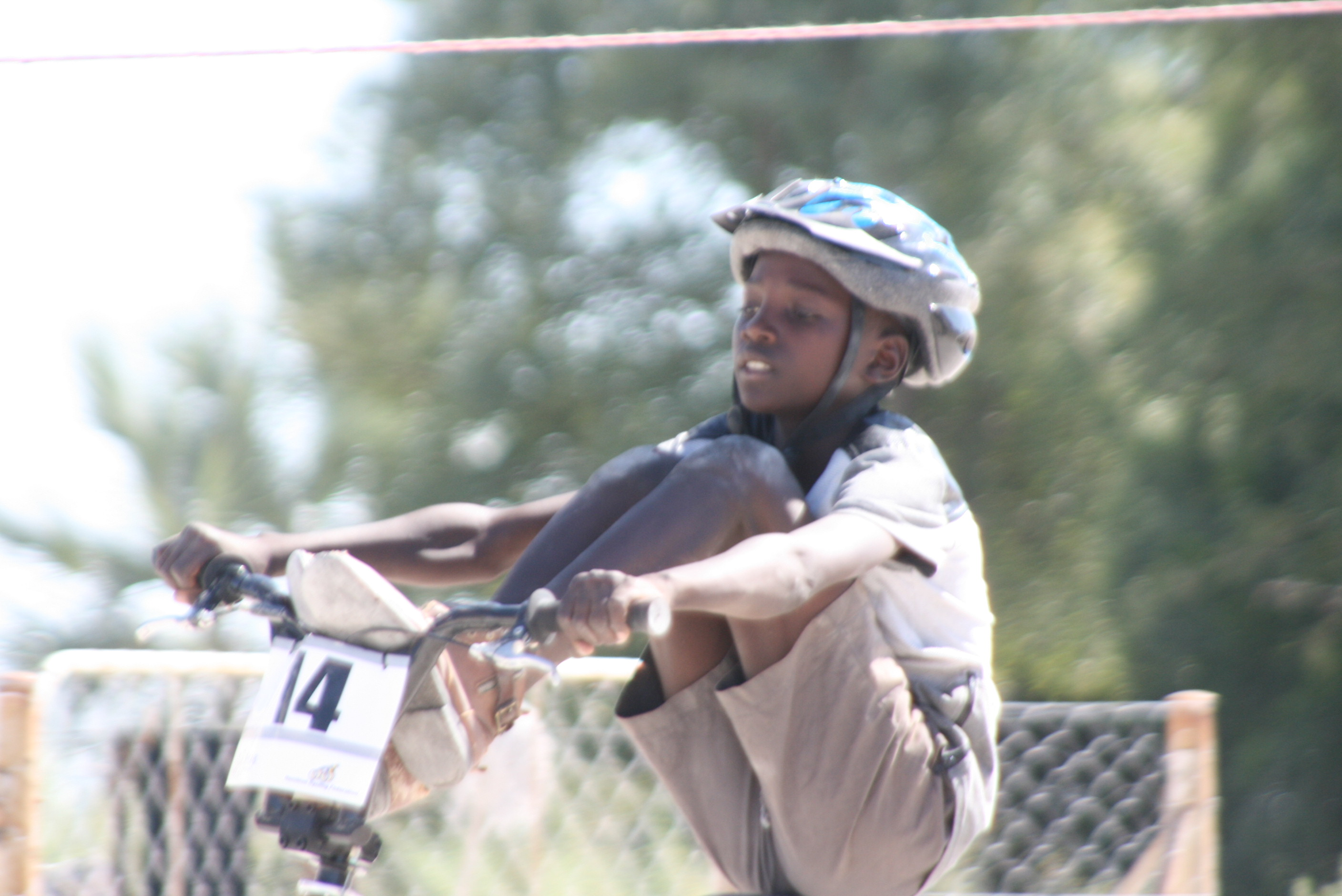
Enfant namibien casqué lors d'un entraînement.

Le rider peut mettre un casque bol ou intégral pour le vert, des genouillères, des protège-tibias, des coudières, des gants, etc.

## Compétitions principales
- BMX aux Jeux olympiques
- BMX aux X games
- BMX aux Fise

## Grands noms de la discipline
Liste :
- Bob Haro (en), fondateur de Haro Bikes (en)
- John Swanguen, pionnier du BMX Park
- Tinker Juarez, pionnier du BMX Vert
- Jamie Bestwick (en)
- Mat Hoffman
- Dennis McCoy
- Brian Foster (en)
- Dave Mirra
- Ryan Nyquist (en)
- Sean Burns
- Mark Webb[10]
- Daniel Dhers
- Scotty Cranmer (en)
- Hannah Roberts, première championne du monde de BMX Freestyle Park en 2017
- Logan Martin, premier champion du monde de BMX Freestyle Park en 2017
- Brett Banasiewicz
- Matthias Dandois
- Alexandre Jumelin